# Ławeczki Stanisława Hadyny

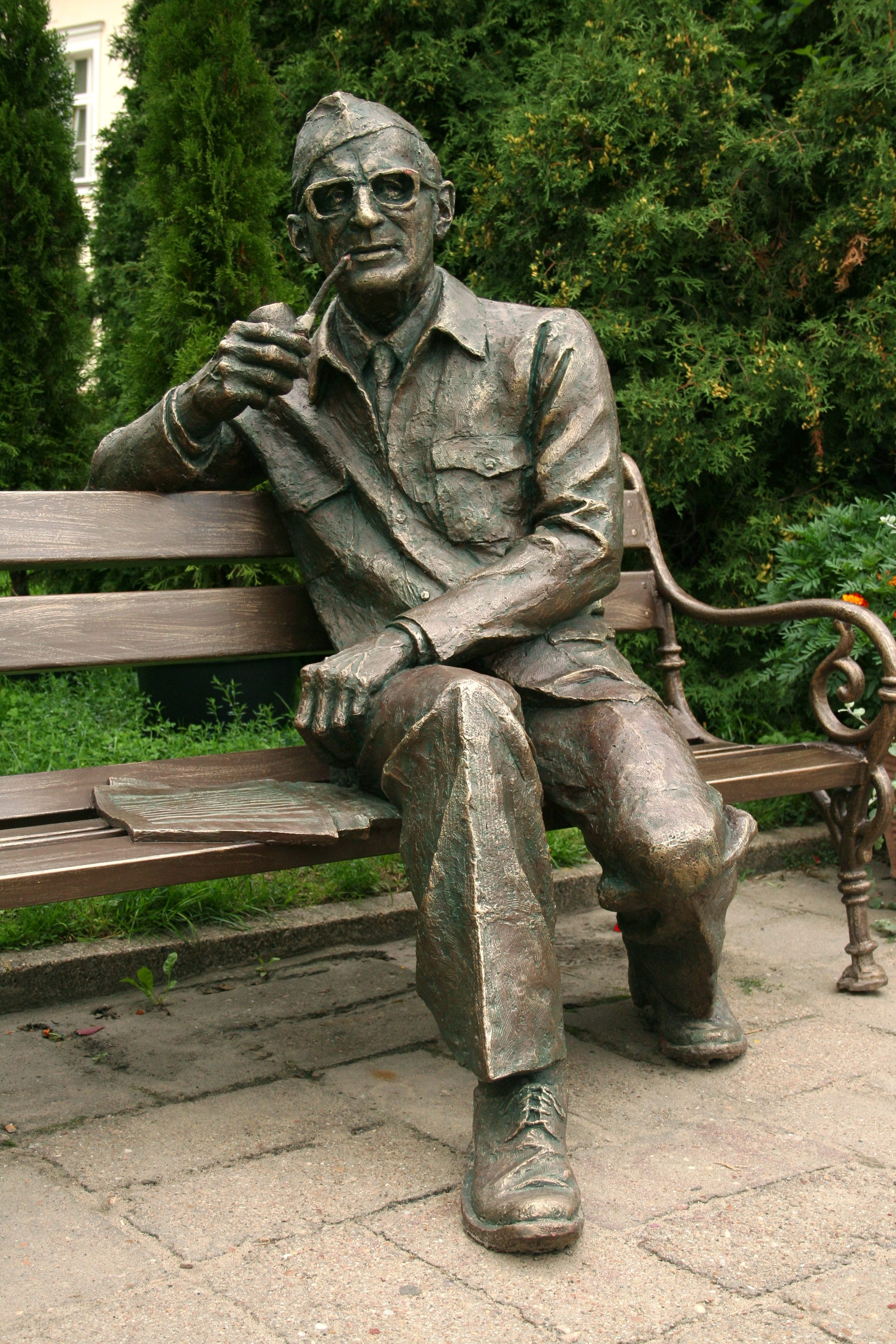
Pomnik-ławeczka Stanisława Hadyny w Koszęcinie

Ławeczki Stanisława Hadyny znajdują się na dziedzińcu pałacu w Koszęcinie – siedzibie Zespołu Pieśni i Tańca „Śląsk” (2006) oraz na widowni amfiteatru w Wiśle (2010), a także na rynku w Siewierzu (2019).
Obydwie przedstawiają postać kompozytora w pozycji siedzącej, naturalnej wielkości, z tym, że w Koszęcinie Hadyna siedzi na obszernej ławce ogrodowej, a w Wiśle na pojedynczym foteliku. Pomniki w Wiśle i Koszęcinie są dziełem krakowskiego rzeźbiarza Marka Maślańca. Hadyna na pomniku w Koszęcina pali fajkę, na ławce leżą nuty utworu „Helokanie”. Odsłonięcie pomnika w Wiśle 5 czerwca 2010 było połączone z nadaniem amfiteatrowi imienia Hadyny.
21 września 2019 na rynku w Siewierzu odsłonięto pomnik-ławeczkę z postaciami Stanisława Hadyny i poety Zdzisława Pyzika, którą zaprojektowali Agnieszka i Marek Maślańcowie.